# 국제사진센터

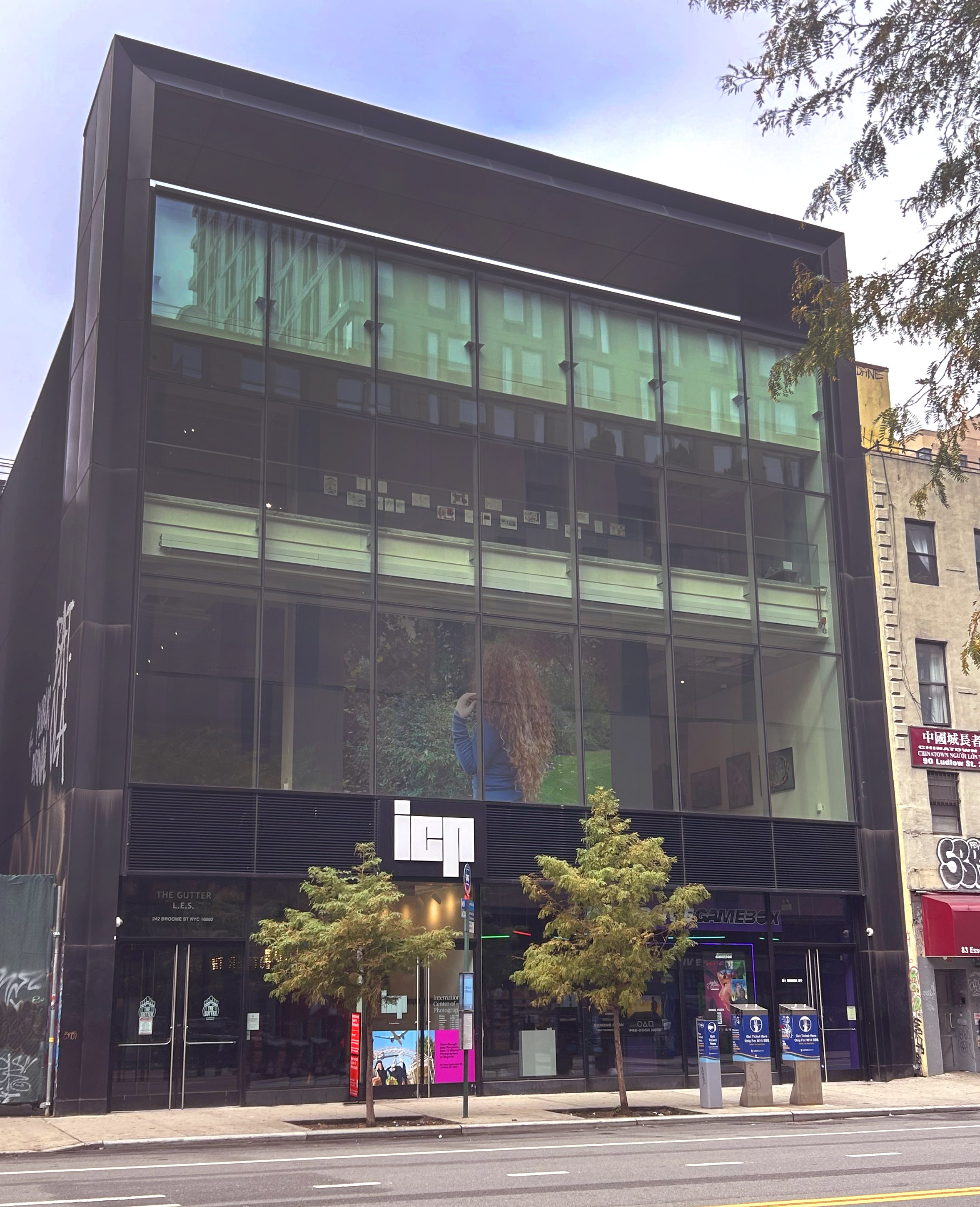
뉴욕 국제 사진센터

뉴욕 국제 사진센터(International Center of Photography)는 미국 뉴욕주 맨해튼 중심부에 위치한 사진 박물관, 학교, 연구 센터이다. 뉴욕 국제 사진센터는 1974년에 설립되었다. 영어 머리글자를 따서 ICP라고도 한다.
뉴욕 국제 사진센터는 인피니티 어워즈를 주최하며 이는 1985년에 "눈에 띄는 경력을 가진 사진가들의 위대한 업적을 기려 대중의 관심을 끌고 미래의 인재를 발굴하기 위하여"라는 취지로 시작되었다.